# Алексеј Лобанов Ростовски
Алексеј Лобанов Ростовски (1824 – 1896) је био руски државник, ушао у дипломатску службу са 20 година, руски посланик у Цариграду (1858 – 1859, 1859 – 1863); амбасадор у Цариграду 1878, Лондону 1879, Бечу 1882, министар спољних послова 1895 за владе цара Николе II.